# Зварювання тисненням

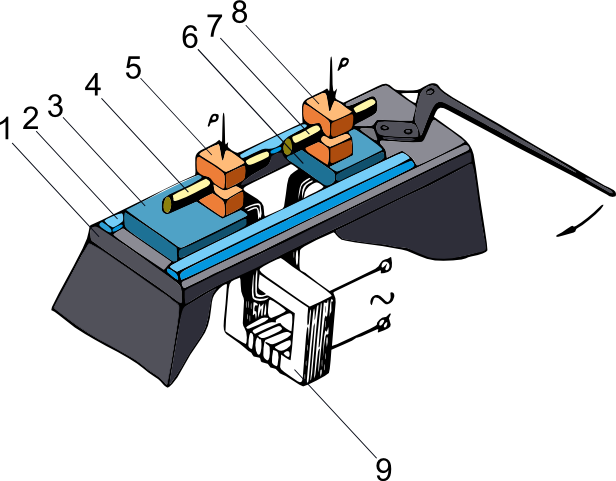
Схема машини для стикового контактного зварювання: 1 — станина машини; 2 — напрямні; 3 — нерухома плита; 4, 7 — зварні заготовки; 5, 8 — затискачі-електроди; 6 — рухома плита; 9 — зварювальний трансформатор; Р — зусилля стиснення

Зва́рювання ти́сненням (зва́рювання із застосува́нням ти́снення) або зва́рювання ти́ском — зварювання, здійснюване за рахунок міжфазної взаємодії при пластичному деформуванні усіх або однієї із з'єднуваних заготовок у місці з'єднання від прикладення зусилля стиснення.

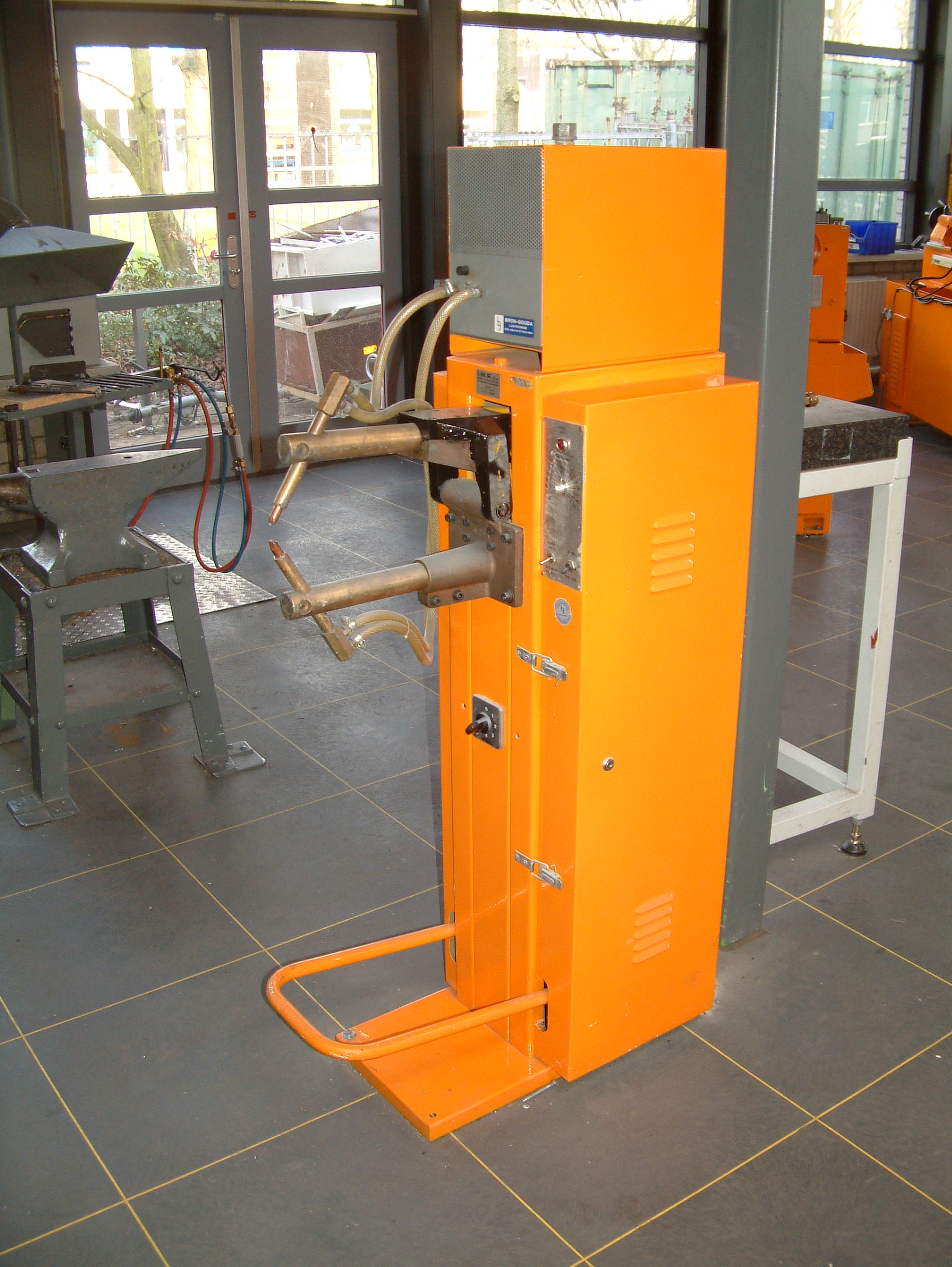
Апарат точкового зварювання

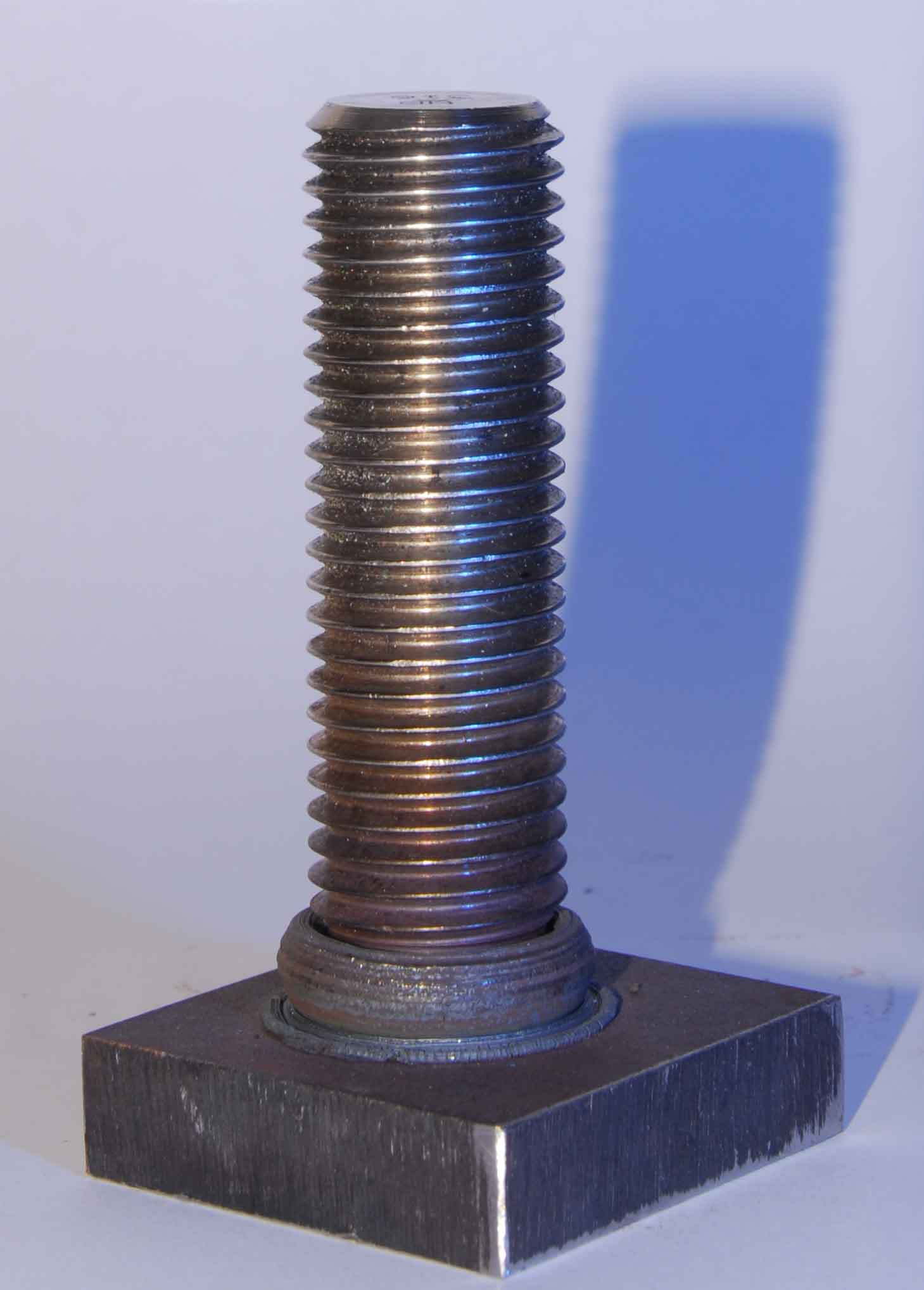
З'єднання, отримане зварюванням тертям

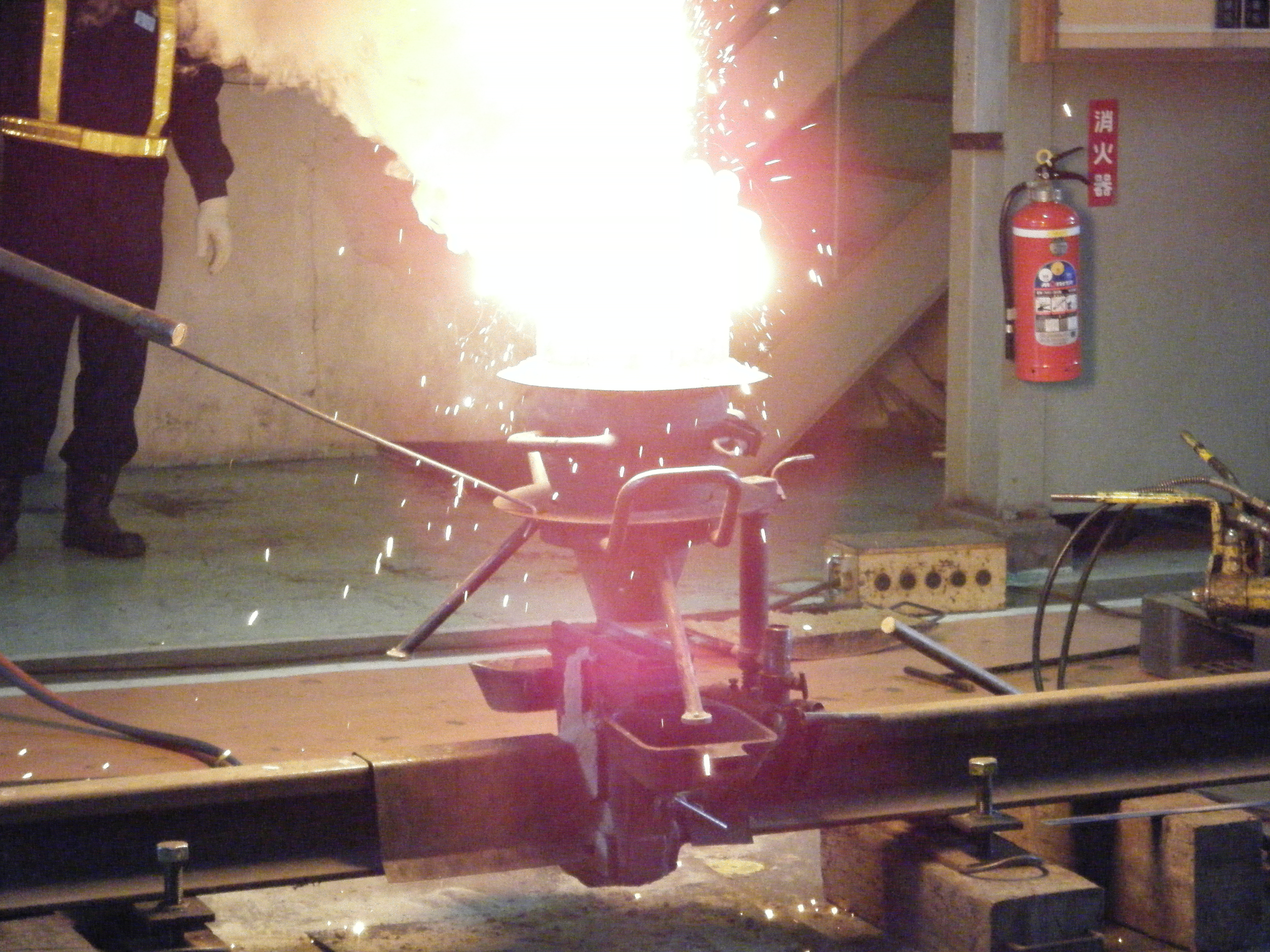
Процес термітного зварювання залізничних рейок

## Основні принципи
Під зварюванням тисненням мають на увазі усі види зварювання (контактне, тертям, холодне тощо), при яких відбувається пластична деформація металів в зоні контакту, в результаті чого утворюється зварне з'єднання. Цей процес стає можливим за умови утворення між двома деталями міжатомних зв'язків кристалічних решіток. Для утворення зварного з'єднання поверхні деталей зближують між собою настільки, що відбувається взаємодія атомів металу, розташованих на одній поверхні з атомами металу іншої поверхні. Після чого відбувається об'єднання електронних оболонок, формуючи металічні зв'язки. Межа з'єднання перестає бути бар'єром і відбувається взаємна дифузія атомів, що супроводжується структурними змінами в зоні контакту і деформацією з виділенням великої кількості тепла. Домагаються цього різними методами.
При будь-яких способах зварювання у твердому стані з'єднання утворюється в результаті деформаційного або термодеформаційного впливу на матеріали з'єднуваних деталей в зоні контакту. Незалежно від характеру та інтенсивності цього впливу природа утворення з'єднання єдина. Відмінності полягають в кінетиці перебігу окремих стадій процесу, яка визначається умовами нагріву, характером та інтенсивністю деформації матеріалів, ступенем локалізації деформації і особливостями розвитку релаксаційних процесів у приконтактній зоні.

## Класифікація
До зварювання тисненням без додаткового зовнішнього нагрівання належать магнітно-імпульсне зварювання, холодне зварювання та зварювання вибухом, що здійснюються зі значними пластичними деформаціями, а також ультразвукове зварювання, при якому руйнуванню поверхневих плівок сприяють механічні коливання високої частоти.
Зниження сили стискання та розширення застосування різних матеріалів забезпечують методами зварювання тисненням з підігріванням зони. Зокрема, без пластичного деформування завдяки стисканню та нагріванню виконують з'єднання дифузійним зварюванням. Унаслідок переходу атомів через поверхню дотику заготовок у межах кількох шарів кристалічних решіток чим створюють досить міцне зварне з'єднання.
Ковальське зварювання — попередньо нагріті заготовки (при нагріванні у печах — пічне зварювання) з'єднують ударами молотів чи іншими імпульсними зусиллями — відоме з часів освоєння металів.
Відповідно до способу чи джерела нагрівання поверхні заготовок або джерела тиску розрізняють:
- зварювання газопресове (нагрівання теплом спалюваних газів),
- дугопресове (нагрівання дугою, що переміщується під дією магнітного поля),
- вальцюванням (вальцювання валками попередньо нагрітих заготовок),
- індукційне (нагрівання індукованим у заготовках електричним струмом),
- конденсаторне (нагрівання енергією розряду електричного конденсатора),
- зварювання тертям.

Стиснення також застосовують в окремих випадках при термітному зварюванні.
Декілька видів зварювання тисненням об'єднує контактне зварювання — зварювання, при якому краї з'єднуваних поверхонь у місці контакту нагрівають електричним струмом, що протікає через них (так зване джоулеве тепло — тепло опору), і водночас осаджують. Існують стикове, точкове, шовне, рельєфне та інші види контактного зварювання. Різновиди зварювання тиском виникали та розвивалися водночас з винайденням нових джерел нагрівання та способів тиснення, більшість із них автоматизовані.
Значну кількість устаткування та технологій зварювання тисненням розроблено в Інституті електрозварювання НАН України (Київ).

## Використання
Зварювання тисненням широко застосовують у багатьох галузях промисловості. Деякі його види мають унікальні властивості. Зварюванням тиском з'єднують як металічні матеріали, так і пластмаси (зварювання пластмас), біологічні тканини (зварювання в медицині) тощо. Зокрема за допомогою дифузійного зварювання можливе з'єднання металів із графітом та іншими неметалами. Багатоточковим контактним зварюванням здійснюють зварювання великогабаритних просторово-розгалужених конструкцій в автомобіле- та авіабудуванні; стиковим контактним зварюванням оплавленням — швидкісне зварювання трубопроводів великого перерізу, конструкцій ракет.